# Natolewice (przystanek kolejowy)
Natolewice – zlikwidowany przystanek kolei wąskotorowej w Natolewicach, w województwie zachodniopomorskim, w Polsce. Został zlikwidowany przed 1959 roku.